# Nouvelle Serbie (province historique)
Pour les articles homonymes, voir Nouvelle Serbie (homonymie).

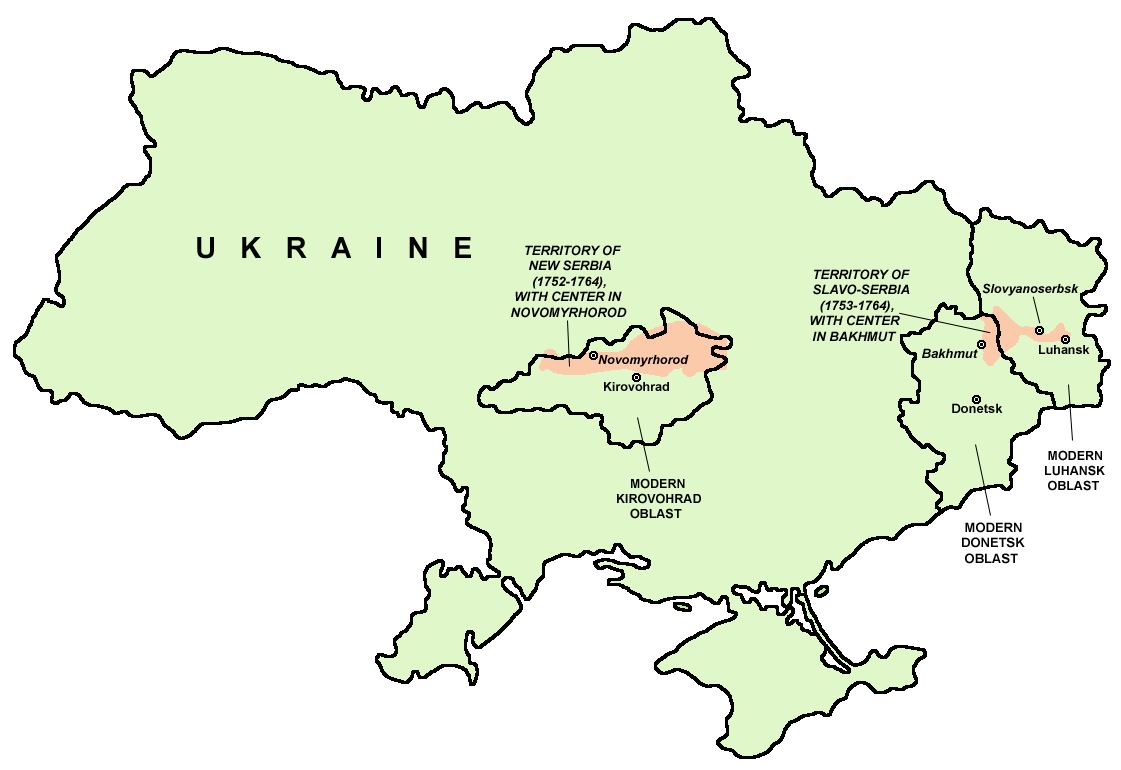
Localisation de la Nouvelle Serbie et de la Slavo-Serbie en actuelle Ukraine de jure

La Nouvelle Serbie (en serbe : Нова Србија et Nova Srbija, dans une graphie archaïque Нова Сербија et Nova Serbija ; en roumain: Noua Serbie) fut un territoire de la Russie impériale entre 1752 et 1764. Il était situé sur le territoire de l'actuelle oblast de Kirovohrad, en Ukraine. Le centre administratif de la province était la ville de Novomirgorod.

## Histoire
La province fut ainsi nommée d'après les Serbes, qui vinrent s'installer en 1752 dans la Russie impériale ; ils venaient de l'empire d'Autriche et, principalement, de l'actuelle province de Voïvodine, en Serbie, ainsi que d'autres secteurs de la plaine pannonienne. Les autorités russes donnèrent des terres aux immigrants serbes, mais aussi à de nombreux Roumains, venus notamment de Transylvanie, à des Ukrainiens, et à d'autres colons qui vinrent s'installer dans la région.

## Localités

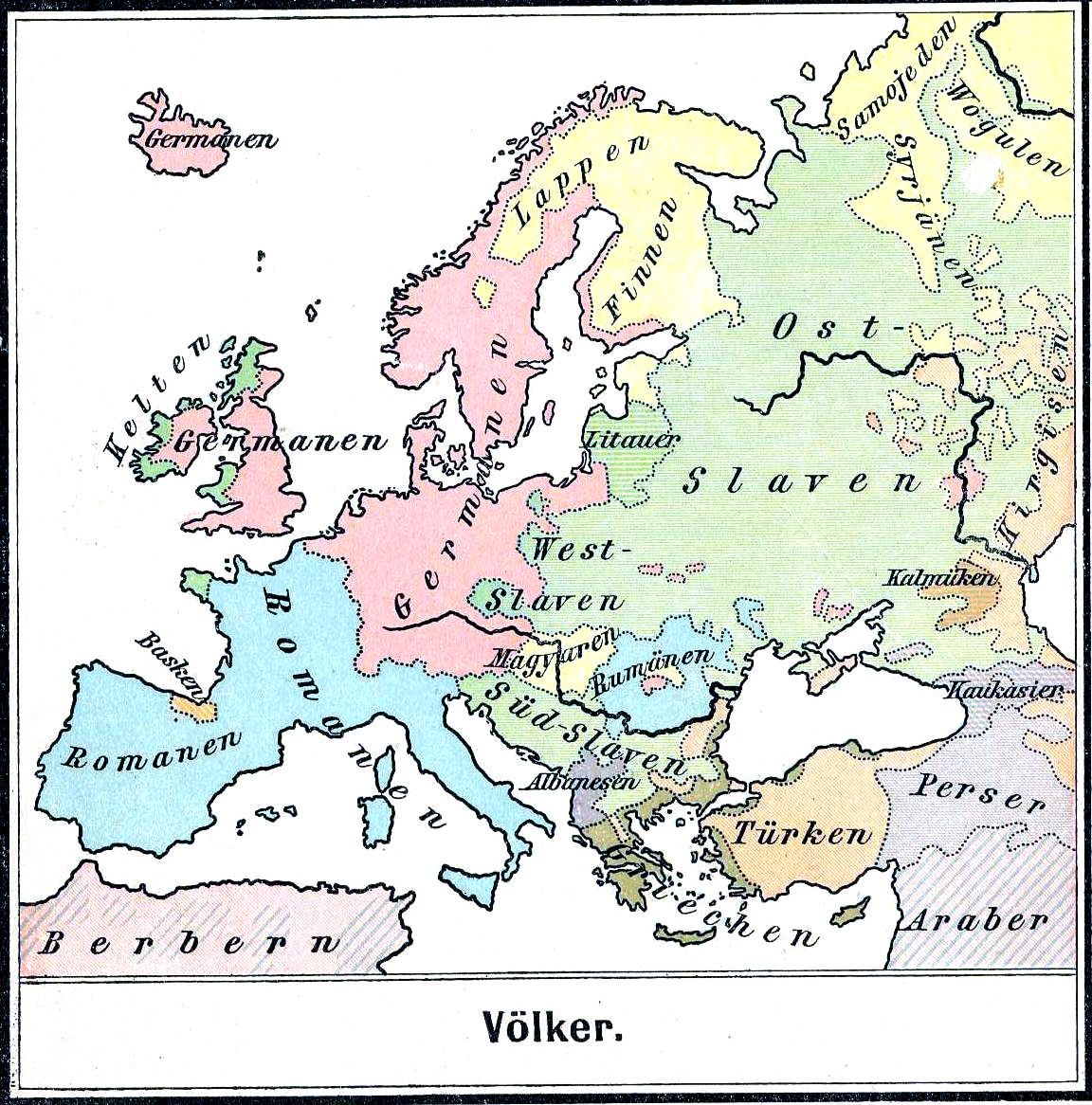
Une carte des nationalités en 1899 ; on y voit encore la population roumaine de Nouvelle Serbie

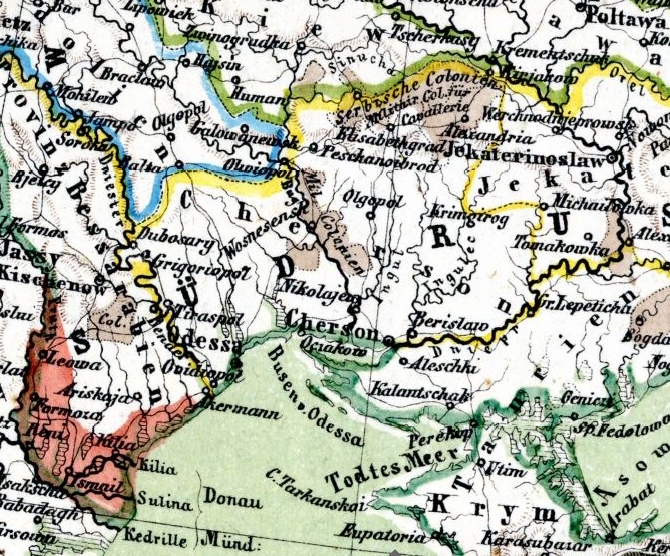
Carte de 1862, avec les colons serbes

Dans leur nouvelle patrie, les Serbes créèrent des localités auxquelles ils donnèrent les noms de leurs villes ou villages d'origine, pour la plupart situés dans l'actuelle Voïvodine. On peut signaler les localités suivantes :
- Sombor (Dikivka), nommée d'après Sombor
- Sentomach, d'après Sentomaš, l'actuel Srbobran
- Slankamen, d'après Slankamen
- Vrchac (Nesterivka), d'après Vršac
- Subotica (Mala Adzhamka), d'après Subotica
- Moshorin (Nekrasivka), d'après Mošorin
- Senta (Mogilovo), d'après Senta
- Kanyija (Tri Bayraki), d'après Kanjiža
- Martonoch (Yermina Balka), d'après Martonoš
- Pantchevo (Olyhovatka), d'après Pančevo
- Nadlak, d'après Nădlac en Roumanie
- Touriya, d'après Turija
- Vladimirovac, d'après Vladimirovac
- Voukovar, d'après Vukovar en Croatie
- Feldvar, d'après Feldvar/Feldvarac, l'ancien nom de l'actuel Bačko Gradište
- Chongrad (Andrusivka), d'après Csongrád en Hongrie
- Zemun (Plahtiyivka), d'après Zemun, aujourd'hui un quartier de Belgrade, en Serbie
- Varajdin (Protopopivka), d'après Varvarin en Serbie et  Varaždin en Croatie
- Kovin, d'après Kovin
- Vilagoch (Deriyivka), d'après Vilagoš, l'actuelle Șiria, en Roumanie

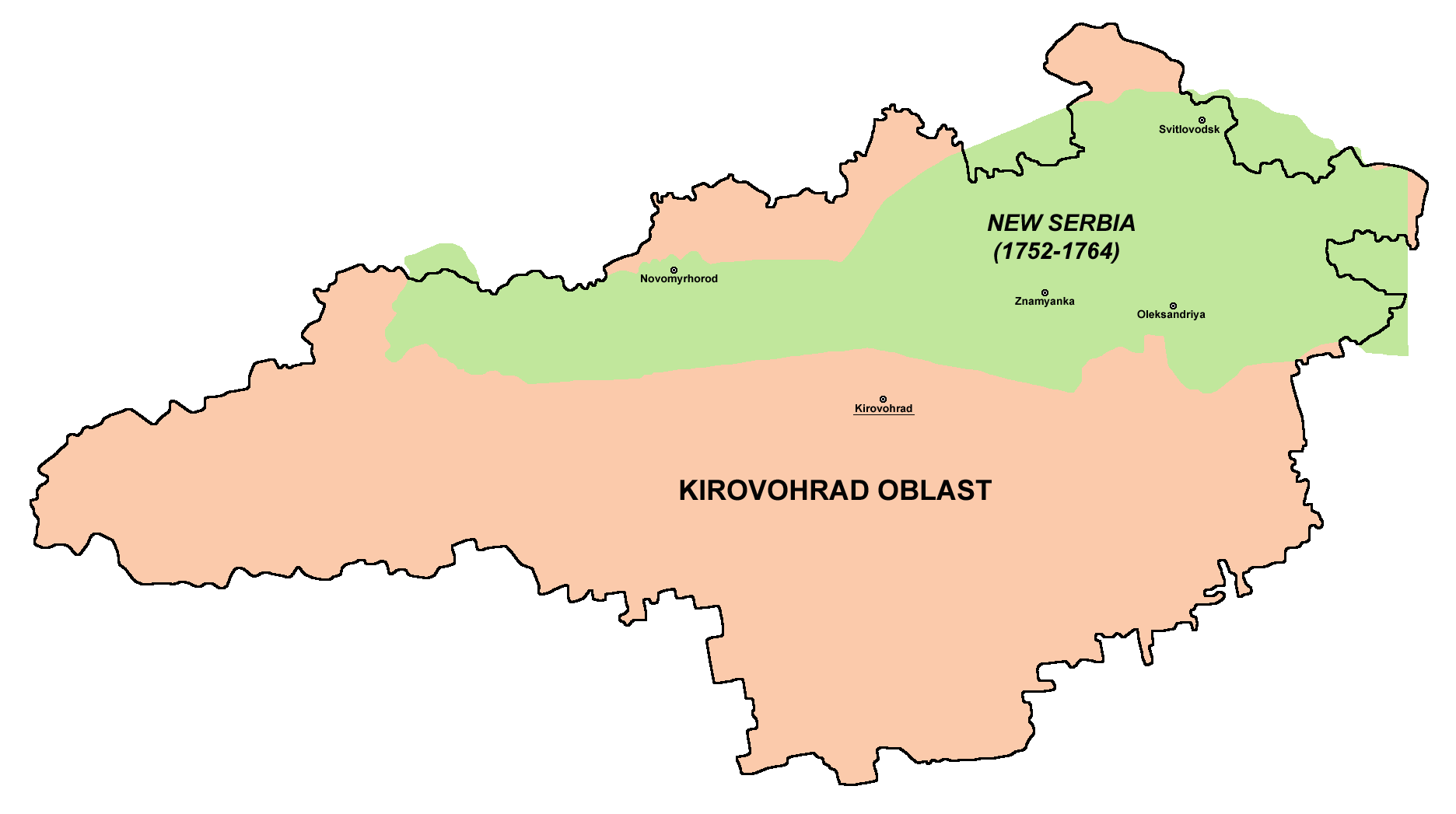
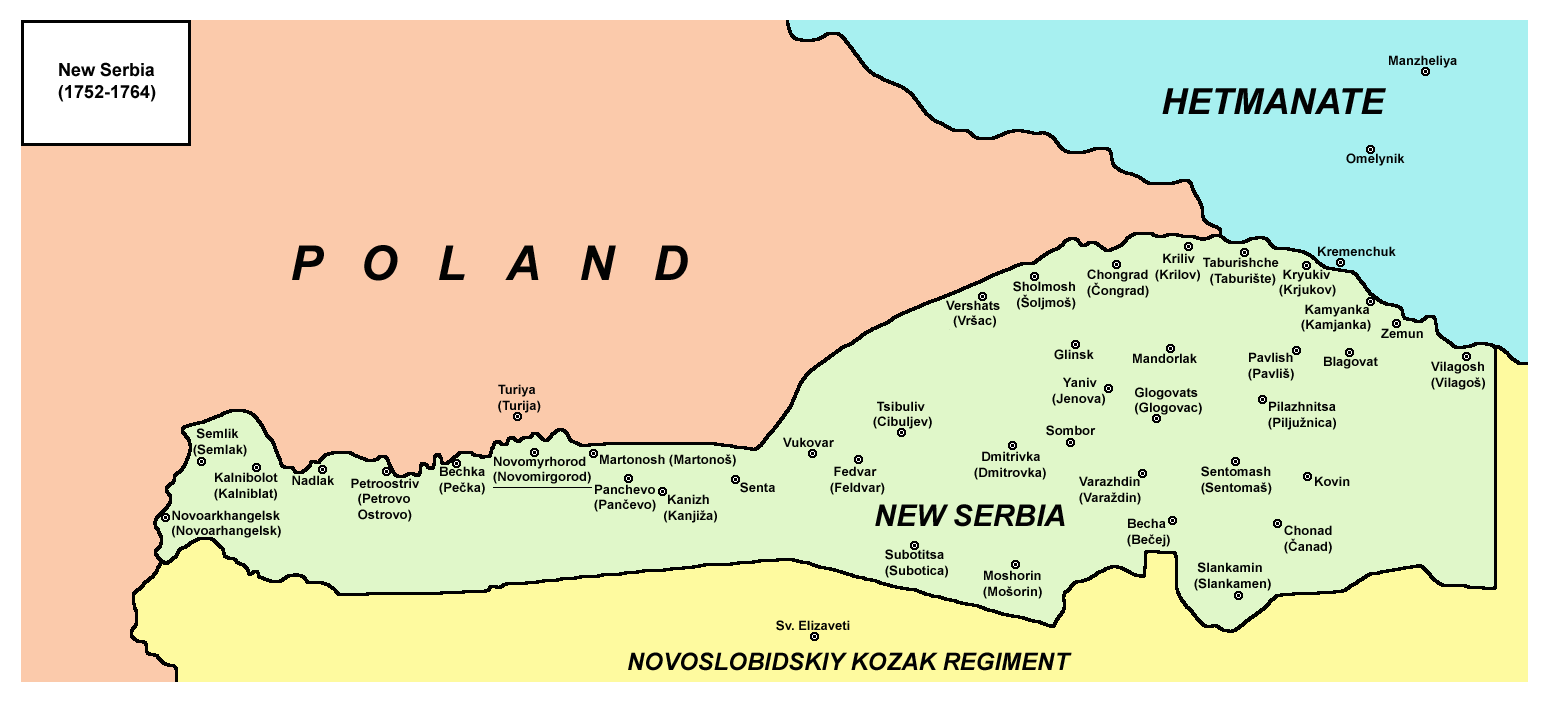

- Betchey (Usikivka), d'après Bečej.